# 三叶草 (南卡罗来纳州)
三叶草（英文：Clover），是美国南卡罗来纳州下属的一座城市。城市类型是“Town”。其面积大约为4.47平方英里（11.58平方公里）。根据2010年美国人口普查，该市有人口5,094人，人口密度约为每平方 英里1,139.60人（约合每平方公里440.02人）。